# Distretto di Halhgol
Il distretto di Halhgol è uno dei quattordici distretti (sum) in cui è suddivisa la provincia del Dornod, in Mongolia. Conta una popolazione di 3.203 abitanti (censimento 2009). 